# 146-я авиационная дивизия
 146-я авиационная дивизия — воинское соединение Вооружённых Сил СССР в Великой Отечественной войне.

## История
Сформирована 12.11.1941 года на базе 6-й резервной авиационной группы. Входила в состав ВВС Западного фронта. Взаимодействуя с войсками 50-й армии, 146-я авиационная дивизия в двадцатых числах октября прикрывала тульское направление. По состоянию на 30.11.41 г. дивизия имела 5 истребителей, 28 бомбардировщиков и 8 штурмовиков.
В начале 1942 г. в дивизии было 24 самолёта: 6 средних бомбардировщиков, 5 штурмовиков, 7 истребителей и 6 пикирующих бомбардировщиков.

## Переформирование
29 января 1942 года дивизия преобразована в ВВС 49-й армии. К этому моменту в частях дивизии оставалось 10-12 исправных самолётов.

## В действующей армии
В составе действующей армии:
- с 12 ноября 1941 года по 29 января 1942 года, всего — 78 дней

## Участие в сражениях и битвах
- Битва за Москву:
  - Клинско-Солнечногорская оборонительная операция — с 15 ноября 1941 года по 5 декабря 1941 года.
  - Клинско-Солнечногорская наступательная операция — с 6 декабря 1941 года по 25 декабря 1941 года.

## Базирование
Базировалась в районе Серпухова. 27 ноября 1941 г. дивизия перебазировалась на полевые площадки под Егорьевск. Отсюда дивизия продолжала наносить удары по мотомеханизированным частям противника вблизи Михайлова, на западной части Рязанской области, а также по скоплениям вражеских войск и техники на дорогах в районе Балабаново на севере Калужской области, Мордвес и Венев в северо-восточной части Тульской области.

## Наименование дивизии
- 15-я смешанная авиационная дивизия по 02.10.1941 г.
- 6-я резервная авиационная группа с 02.10.1941 по 12.11.1941
- 146-я авиационная дивизия с 12.11.1941 по 29.01.1942 г.
- ВВС 49-й армии с 29.01.1942 г. по 10.05.1942 г.
- 204-я смешанная авиационная дивизия с 10.05.1942 по 24.05.1942 г.
- 232-я штурмовая авиационная дивизия с 24.05.1942 по 03.09.1943 г.
- 7-я гвардейская штурмовая Дебреценская Краснознамённая авиационная дивизия с 03.09.1943 г. (преобразована Приказом НКО СССР № 265 от 03.09.43 г.)
- 135-я гвардейская штурмовая Дебреценская Краснознамённая авиационная дивизия с 10.01.1949 г.
- 135-я гвардейская Дебреценская Краснознамённая авиационная дивизия истребителей-бомбардировщиков — 11 апреля 1956 года. Дивизия расформирована в 1960 году.

## Состав
- 1-й скоростной бомбардировочный авиационный полк (1-й ночной бомбардировочный авиационный полк
- 22-й гвардейский ночной бомбардировочный Красноярский ордена Суворова авиационный полк) с 28.11.41 по 09.01.42. С 07.01.42 г. Прекратил боевую работу. Передан в непосредственное подчинение ВВС Западного фронта;
- 20-й истребительный авиационный полк (17-й смешанной авиационной дивизии) (139-й гвардейский истребительный Смоленский Краснознамённый ордена Кутузова авиационный полк) с 12.11.41 по 29.01.42;
- 130-й бомбардировочный Гомельский авиационный полк (122-й гвардейский бомбардировочный Гомельский Краснознамённый ордена Суворова авиационный полк) с 12.11.41 по 29.01.42;
- 232-й бомбардировочный авиационный полк (232-й штурмовой авиационный полк) с 12.11.41 по 29.01.42;
- 602-й бомбардировочный авиационный полк с 12.11.41 по 29.01.42;
- 611-й ночной легкобомбардировочный авиационный полк (611-й штурмовой авиационный полк) с 12.11.1941 — 29.12.1941;
- 700-й ночной легкобомбардировочный авиационный полк (24-й гвардейский ночной бомбардировочный Юхновский ордена Кутузова авиационный полк) 29.12.41 — 29.01.42 (взамен 611-го нлбап).

## Подчинение
| Объединение          | Период                        |
| -------------------- | ----------------------------- |
| ВВС Западного фронта | 12.11.1941 г. — 29.01.1942 г. |

## Командиры дивизии
- полковник Леонид Григорьевич Кулдин. Родился в 1908 году. Окончил Борисоглебскую школу лётчиков в 1929 году по линии «Истребители». Будучи командиром 146-й авиационной дивизией погиб весной 1942 года в воздушном бою.

### Начальник штаба
- Дземешкевич Адам Станиславович